# Scott Hamilton
Scott Hamilton (Providence, Rhode Island, 12 de septiembre de 1954) es un saxofonista estadounidense de jazz, vinculado con la corriente denominada neo tradicionalismo. Su hijo mayor, Shō Īmura, es el vocalista de la banda de rock japonesa Okamoto's.

## Historial
Hamilton aprendió a tocar inicialmente el piano, aunque a los diecisiete años se decidió por el saxo tenor. Trasladado a Nueva York, en 1976, obtendrá sus primeros trabajos de la mano de Roy Eldridge, tocando con Hank Jones, la cantante Anita O'Day y la big band de Benny Goodman. En 1977, graba su primer álbum, que lo convierte en el primer cabecilla del neo tradicionalismo, y en los años siguientes, seguirá colaborando con músicos de swing, como Joe Venuti, Warren Vaché o Connie Kay.  Después formará un trío estable, que le acompañará en grabaciones y giras, y colaborará con los "Newport All star" de George Wein.
También acompañó a la cantante Rosemary Clooney en el estudio y en la carretera durante una década.
A principios de la década de 1980, formó su propio quinteto y realizó giras por todo el mundo. Libre de su hábito de beber, en 1982 maduró lo suficiente como para escapar de la fuerte influencia de Ben Webster y Zoot Sims, a quienes fue acusado de imitar. A partir de este punto, su forma de tocar y su tono han sido muy personales.
Viviendo en la ciudad de Nueva York, Hamilton recorrió el mundo durante la década de 1980, pasando mucho tiempo tocando en Japón y Europa. Fue en particular un visitante recurrente en el Reino Unido, Suecia y la Grande Parade du Jazz, que se celebraba en Niza, Francia. A principios de la década de 1990 estaba listo para el próximo paso, y en 1994, cuando lanzó Organic Duke, había desarrollado un estilo singular: un tono grande, bien redondeado pero enfocado e improvisado, ostensiblemente basado en el swing (especialmente en Ellington), pero incorporando elementos más modernos. Durante este período, se trasladó a Londres y formó su cuarteto permanente, presentando a los músicos británicos John Pearce (p), Dave Green (b) y Steve Brown (dr) con quienes grabó East of the Sun en 1993. East of the Sun presenta a Brian Lemon en el piano, no a John Pearce.
En 2007 hizo una aparición especial en el Festival de Jazz de Brecon acompañado por Humphrey Lyttelton y su banda. Parte de este concierto fue mostrado en BBC Four como Humph's Last Stand, un tributo a Lyttelton después de su muerte en 2008.
Durante 2013 hasta noviembre de 2014, Scott Hamilton ha destacado con Andrea Motis, y el Joan Chamorro Quintet, respaldando a la aclamada cantante de jazz española con su famoso saxofón tenor, especialmente en España en el Jamboree Club de Barcelona, pero también en otros lugares de Europa. Hamilton también se ha presentado, junto a Motis y Chamorro, con la Sant Andreu Jazz Band, un joven grupo de músicos de jazz con sede en Barcelona, creado y dirigido por Joan Chamorro.

## Estilo
Muchos autores señalan la paradoja de que Hamilton, que aprende a tocar el saxo en la época post-Coltrane, desarrolle un estilo propio, caluroso e inventivo, basado casi exclusivamente en las escuelas anteriores a Charlie Parker. Especialmente, está influido por saxofonistas de sonido recio, como Coleman Hawkins, Chu Berry o Ben Webster.

## Discografía

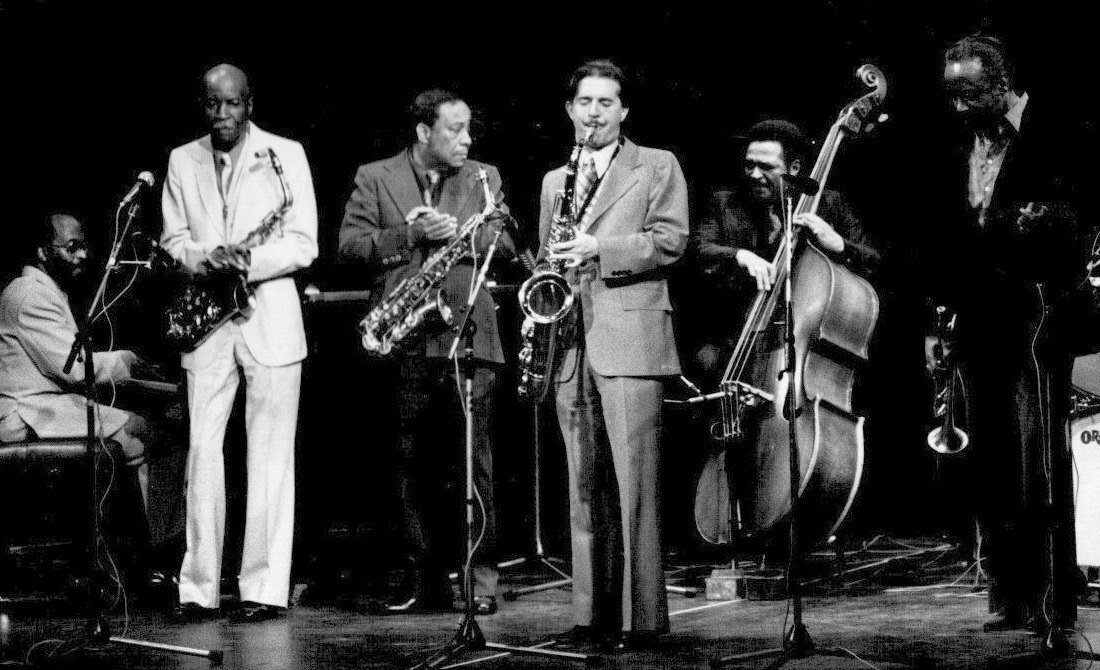
De izquierda a derecha : Junior Mance, Eddie "Cleanhead" Vinson, Lou Donaldson, Scott Hamilton, Martin Rivera y Harry "Sweets" Edison, en mayo de 1980

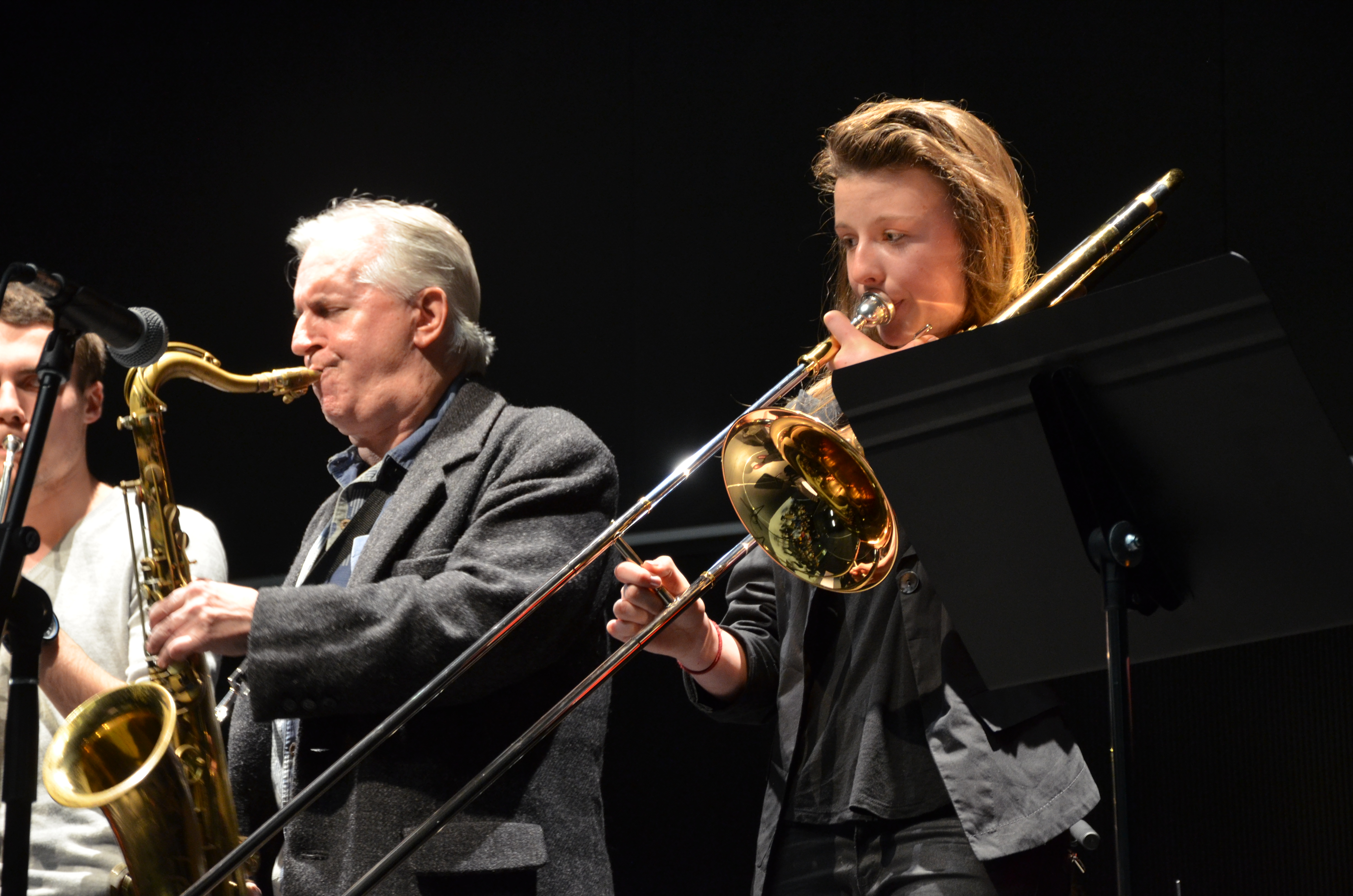
Scott Hamilton, 2014, Antony (Francia)

Hamilton ha grabado alrededor de cuarenta álbumes como líder, la mayor parte de ellos en Concord Records, salvo los que están expresamente señalados.
- Scott Hamilton Is a Good Wind Who Is Blowing Us No Ill (1977)
- Scott Hamilton 2 (1978)
- With Scott's Band in New York City (1978)
- Grand Appearance (1978) (Progressive Records)
- No Bass Hit (1978)
- Tenorshoes (1979)
- Tour De Force (1982)
- Close Up (1982)
- In concert  (1983)
- The Second Set (1984)
- A First (1984)
- Uptown (1985)
- A Sailboat in the Moonlight (Ruby Braff y Scott Hamilton) (1986)
- Soft Lights & Sweet Music (Gerry Mulligan y Scott Hamilton) (1986)
- Major League (1986)
- The Right Time (1986)
- A Sound Investment (1987)
- Scott Hamilton Plays Ballads (1989)
- Radio City (1990)
- At Last (1990) with pianist Gene Harris
- Scott Hamilton with Strings (1992), con arreglos de Alan Broadbent
- Groovin' High (1996), con Spike Robinson y Ken Peplowski
- East of the Sun (1993)
- After Hours (1997)
- Red Door: Remember Zoot Sims (1998)
- Blues, Bop and Ballads (1999)
- Jazz Signatures (2001), con el trío de John Bunch
- Live in London (2003)
- Back in New York (2005)
- Nocturnes and Serenades(2006)
- Zootcase (2006) con Alan Barnes y David Newton (Woodville Records)
- Across the Tracks (2008)
- Live in Barcelona (2011) (Blau Records)
- La Rosita (2016) (Blau Records)
- The shadow of your smile (2017) (Blau Records)
- "Street of dreams" (2019)